# (4263) Abashiri
(4263) Abashiri ist ein Asteroid des Hauptgürtels, der am 7. September 1989 von den japanischen Astronomen Masayuki Yanai und Kazurō Watanabe am Kitami-Observatorium (IAU-Code 400) in Kitami in der japanischen Unterpräfektur Okhotsk entdeckt wurde.
Der Asteroid ist nach der Stadt Abashiri auf der japanischen Insel Hokkaidō benannt.